# Ivan Igorevich Galanin
Ivan Igorevich Galanin (tiếng Nga: Иван Игоревич Галанин; sinh ngày 5 tháng 6 năm 1998) là một cầu thủ bóng đá người Nga thi đấu cho F.K. Lokomotiv-Kazanka Moskva.

## Sự nghiệp câu lạc bộ
Anh có màn ra mắt tại Giải bóng đá chuyên nghiệp quốc gia Nga cho F.K. Lokomotiv-Kazanka Moskva vào ngày 19 tháng 7 năm 2017 trong trận đấu với FC Znamya Truda Orekhovo-Zuyevo.

## Quốc tế
Anh đại diện Đội tuyển bóng đá U-17 quốc gia Nga tại Giải vô địch bóng đá U-17 châu Âu 2015 và Giải vô địch bóng đá U-17 thế giới 2015 .